# Virle Piemonte
Virle Piemonte (en français Virle) est une commune italienne de la ville métropolitaine de Turin dans la région Piémont en Italie.

## Administration
| Période                                  | Période  | Identité         | Étiquette | Qualité |
| ---------------------------------------- | -------- | ---------------- | --------- | ------- |
| 5 avril 2005                             | En cours | Rinaldo Candeago | civica    |         |
| Les données manquantes sont à compléter. |          |                  |           |         |

(lista) dal 05/04/2005

### Communes limitrophes
Castagnole Piemonte, Osasio, Cercenasco, Vigone, Pancalieri